# Сямжа (река)
Сямжа — река в России, протекает по территории Бабушкинского района Вологодской области. Устье реки находится в 25 км по левому берегу реки Вотча. Длина реки составляет 29 км. В 3 км по левому берегу находится устье крупнейшего притока — реки Прудовица.
Исток находится в болотах возле деревни Тиноватка (Миньковское сельское поселение) в 6 км к юго-западу от села Миньково и 18 км к юго-востоку от Села имени Бабушкина. В верховьях течёт на юго-восток, затем поворачивает на север. В среднем течении протекает крупное село Миньково и примыкающую к нему деревню Грозино, других населённых пунктов на реке нет. Крупнейшие притоки — Камешница, Прудовица, Гремячая (все левые).

## Данные водного реестра
По данным государственного водного реестра России относится к Двинско-Печорскому бассейновому округу, водохозяйственный участок реки — Северная Двина от начала реки до впадения реки Вычегда, без рек Юг и Сухона (от истока до Кубенского гидроузла), речной подбассейн реки — Сухона. Речной бассейн реки — Северная Двина.
Код объекта в государственном водном реестре — 03020100312103000008480.